# U-583
Unterseeboot 583 foi um submarino alemão do Tipo VIIC, pertencente a Kriegsmarine que atuou durante a Segunda Guerra Mundial.

## Comandantes
| Comandante             | Data                                          |
| ---------------------- | --------------------------------------------- |
| Kptlt. Heinrich Ratsch | 14 de agosto de 1941 - 15 de novembro de 1941 |

## Subordinação
Durante o seu tempo de serviço, esteve subordinado às seguintes flotilhas:
| Período                                       | Flotilha                                |
| --------------------------------------------- | --------------------------------------- |
| 14 de agosto de 1941 - 15 de novembro de 1941 | 5. Unterseebootsflottille (treinamento) |